# Llista de rutes del Metro de Nova York

## Serveis actuals
Des del 28 de maig de 2005, el Metro de Nova York té 26 rutes. La taula següent és un llistat de les rutes, totes les línies per les que passa i les terminals.

### Períodes
| Llegenda dels serveis                                   | Llegenda dels serveis                               |
| ------------------------------------------------------- | --------------------------------------------------- |
| Stops all times                                         | Para tot el temps                                   |
| Stops all times except late nights                      | Para sempre menys a altes hores de la nit           |
| Stops late nights only                                  | Para només per la nit                               |
| Stops late nights and weekends                          | Para només per la nit i caps de setmana             |
| Stops weekdays only                                     | Para només entre setmana                            |
| Stops all times except rush hours in the peak direction | Para sempre excepte hores punta                     |
| Stops rush hours only                                   | Para només hora punta                               |
| Stops rush hours in peak direction only                 | Para en hora punta en direcció zones congestionades |
| Station closed                                          | estació tancada                                     |
| Detalls dels periodes de temps                          |                                                     |

Els períodes són els següents:
- (1) hores punta — de 6:30 am a 9:30 am i de 3:30 pm a 8:00 pm, dilluns-divendres.
  - (1a) hores punta direcció zona d'alta demanda (direcció Manhattan al matí, més enllà de Manhattan a la tarda).
  - (1b) hores punta no direcció a zona d'alta demanda
- (2) migdia — de 9:30 am a 3:30 pm, dilluns-divendres.
  - (2a) migdia direcció zona d'alta demanda.
  - (2b) migdia no direcció a zona d'alta demanda.
- (3) tardes — 8:00 pm a 12:00 am, dilluns-divendres.
  - (3a) tarda d'hora — de 8:00 pm a 9:30 pm.
  - (3b) tarda direcció zona d'alta demanda.
  - (3c) tarda d'hora direcció zona d'alta demanda — 8:00 pm a 9:30 pm.
- (4) caps de setmana — 06:30 am a 12:00 am, dissabte i diumenge.
- (5) tard nit — 12:00 am a 06:30 am, cada dia.
  - (5a) entre setmana tard nit (i.e., matins de dimarts a dissabte)
  - (5b) només direcció sud.
  - (5c) només direcció nord.

### Llistat de rutes
|                                       | Ruta                                     | Línies | Terminal Nord |
| Terminal Sud                          | Ruta                                     | Línies | |
| IRT (Divisió A)                       | IRT (Divisió A)                          | IRT (Divisió A) | IRT (Divisió A) |
| ------------------------------------- | ---------------------------------------- | --- | --- |
| Ruta 1 del Metro de Nova York         | Broadway-Seventh Avenue (Local)          | Broadway-Seventh Avenue Line | Van Cortlandt Park-242nd Street |
| Ruta 1 del Metro de Nova York         | Broadway-Seventh Avenue (Local)          | Broadway-Seventh Avenue Line | South Ferry |
|                                       |                                          | | |
| Ruta 2 del Metro de Nova York         | Seventh Avenue (Exprés)                  | White Plains Road Line, Lenox Avenue Line, Broadway-Seventh Avenue Line , Clark Street Tunnel, Eastern Parkway Line, Nostrand Avenue Line                                       | Wakefield-241st Street |
| Ruta 2 del Metro de Nova York         | Seventh Avenue (Exprés)                  | White Plains Road Line, Lenox Avenue Line, Broadway-Seventh Avenue Line , Clark Street Tunnel, Eastern Parkway Line, Nostrand Avenue Line                                       | Brooklyn College-Flatbush Avenue |
|                                       |                                          | | |
| Ruta 3 del Metro de Nova York         | Seventh Avenue (Exprés)                  | Lenox Avenue Line, Broadway-Seventh Avenue Line , Clark Street Tunnel, Eastern Parkway Line                                                                                     | Harlem-148th Street |
| Ruta 3 del Metro de Nova York         | Seventh Avenue (Exprés)                  | Lenox Avenue Line, Broadway-Seventh Avenue Line , Clark Street Tunnel, Eastern Parkway Line                                                                                     | Times Square-42nd Street New Lots Avenue                                                                                             |
|                                       |                                          | | |
| Ruta 4 del Metro de Nova York         | Lexington Avenue (Exprés)                | Jerome Avenue Line, Lexington Avenue Line , Joralemon Street Tunnel, Eastern Parkway Line                                                                                       | Woodlawn |
| Ruta 4 del Metro de Nova York         | Lexington Avenue (Exprés)                | Jerome Avenue Line, Lexington Avenue Line , Joralemon Street Tunnel, Eastern Parkway Line                                                                                       | Crown Heights-Utica Avenue New Lots Avenue ( i algunes )                                                                             |
|                                       |                                          | | |
| Ruta 5 del Metro de Nova York         | Lexington Avenue (Exprés)                | Dyre Avenue Line, White Plains Road Line, Jerome Avenue Line, Lexington Avenue Line White Plains Road Line, Joralemon Street Tunnel, Eastern Parkway Line, Nostrand Avenue Line | Eastchester-Dyre Avenue Nereid Avenue (algunes )                                                                                     |
| Ruta 5 del Metro de Nova York         | Lexington Avenue (Exprés)                | Dyre Avenue Line, White Plains Road Line, Jerome Avenue Line, Lexington Avenue Line White Plains Road Line, Joralemon Street Tunnel, Eastern Parkway Line, Nostrand Avenue Line | Bowling Green Brooklyn College-Flatbush Avenue () Crown Heights-Utica Avenue (algunes ) New Lots Avenue (algunes ) East 180th Street |
|                                       |                                          | | |
| Ruta 6 del Metro de Nova York         | Lexington Avenue (Local), Pelham Local   | Pelham Line, Lexington Avenue Line | Pelham Bay Park Parkchester ( i migdies)                                                                                             |
| Ruta 6 del Metro de Nova York         | Lexington Avenue (Local), Pelham Local   | Pelham Line, Lexington Avenue Line | Brooklyn Bridge-City Hall |
|                                       |                                          | | |
| Ruta 6 Express del Metro de Nova York | Lexington Avenue (Local), Pelham Express | Pelham Line, Lexington Avenue Line | Pelham Bay Park |
| Ruta 6 Express del Metro de Nova York | Lexington Avenue (Local), Pelham Express | Pelham Line, Lexington Avenue Line | Brooklyn Bridge-City Hall |
|                                       |                                          | | |
| Ruta 7 del Metro de Nova York         | Flushing (Local)                         | Flushing Line | Main Street-Flushing |
| Ruta 7 del Metro de Nova York         | Flushing (Local)                         | Flushing Line | Times Square-42nd Street |
|                                       |                                          | | |
| Ruta 7 Express del Metro de Nova York | Flushing (Exprés)                        | Flushing Line | Main Street-Flushing |
| Ruta 7 Express del Metro de Nova York | Flushing (Exprés)                        | Flushing Line | Times Square-42nd Street |
|                                       |                                          | | |
| Ruta S del Metro de Nova York         | 42nd Street Line                         | 42nd Street Line | Times Square |
| Ruta S del Metro de Nova York         | 42nd Street Line                         | 42nd Street Line | 42nd Street-Grand Central |
| IND/BMT (Divisió B)                   |                                          | | |
| Ruta A del Metro de Nova York         | Eighth Avenue (Exprés)                   | Eighth Avenue Line, Cranberry Street Tunnel, Fulton Street Line, Rockaway Line                                                                                                  | Inwood-207th Street Euclid Avenue (especials tard nit)                                                                               |
| Ruta A del Metro de Nova York         | Eighth Avenue (Exprés)                   | Eighth Avenue Line, Cranberry Street Tunnel, Fulton Street Line, Rockaway Line                                                                                                  | Ozone Park-Lefferts Boulevard o Far Rockaway-Mott Avenue Rockaway Park-Beach 116th Street (some peak-direction rush hour trips)      |
|                                       |                                          | | |
| Ruta B del Metro de Nova York         | Sixth Avenue (Exprés)                    | Concourse Line, Eighth Avenue Line, Sixth Avenue Line, Chrystie Street Connection, Manhattan Bridge north tracks, Brighton Line                                                 | 145th Street Bedford Park Boulevard                                                                                                  |
| Ruta B del Metro de Nova York         | Sixth Avenue (Exprés)                    | Concourse Line, Eighth Avenue Line, Sixth Avenue Line, Chrystie Street Connection, Manhattan Bridge north tracks, Brighton Line                                                 | Brighton Beach |
|                                       |                                          | | |
| Ruta C del Metro de Nova York         | Eighth Avenue (Local)                    | Eighth Avenue Line, Cranberry Street Tunnel, Fulton Street Line | 168th Street |
| Ruta C del Metro de Nova York         | Eighth Avenue (Local)                    | Eighth Avenue Line, Cranberry Street Tunnel, Fulton Street Line | Euclid Avenue |
|                                       |                                          | | |
| Ruta D del Metro de Nova York         | Sixth Avenue (Exprés)                    | Concourse Line, Eighth Avenue Line, Sixth Avenue Line, Chrystie Street Connection, Manhattan Bridge vies nord, Fourth Avenue Line, West End Line                                | Norwood-205th Street |
| Ruta D del Metro de Nova York         | Sixth Avenue (Exprés)                    | Concourse Line, Eighth Avenue Line, Sixth Avenue Line, Chrystie Street Connection, Manhattan Bridge vies nord, Fourth Avenue Line, West End Line                                | Coney Island-Stillwell Avenue |
|                                       |                                          | | |
| Ruta E del Metro de Nova York         | Eighth Avenue (Local)                    | Archer Avenue Line (IND), Queens Boulevard Line, 53rd Street Tunnel, Eighth Avenue Line                                                                                         | Jamaica Center-Parsons/Archer Jamaica-179th Street (algunes )                                                                        |
| Ruta E del Metro de Nova York         | Eighth Avenue (Local)                    | Archer Avenue Line (IND), Queens Boulevard Line, 53rd Street Tunnel, Eighth Avenue Line                                                                                         | World Trade Center |
|                                       |                                          | | |
| Ruta F del Metro de Nova York         | Sixth Avenue (Local)                     | Queens Boulevard Line, 63rd Street Line (IND), Sixth Avenue Line, Rutgers Street Tunnel, Culver Line                                                                            | Jamaica-179th Street |
| Ruta F del Metro de Nova York         | Sixth Avenue (Local)                     | Queens Boulevard Line, 63rd Street Line (IND), Sixth Avenue Line, Rutgers Street Tunnel, Culver Line                                                                            | Kings Highway (algunes ) Coney Island-Stillwell Avenue                                                                               |
|                                       |                                          | | |
| Ruta G del Metro de Nova York         | Brooklyn-Queens Crosstown (Local)        | Crosstown Line, Culver Line Queens Boulevard Line (tarda, i caps de setmana) | Long Island City-Court Square Forest Hills-71st Avenue (tarda, i caps de setmana)                                                    |
| Ruta G del Metro de Nova York         | Brooklyn-Queens Crosstown (Local)        | Crosstown Line, Culver Line Queens Boulevard Line (tarda, i caps de setmana) | Smith-Ninth Streets |
|                                       |                                          | | |
| Ruta J del Metro de Nova York         | Nassau Street (Exprés)                   | Archer Avenue Line (BMT), Jamaica Line, Williamsburg Bridge tracks, Nassau Street Line                                                                                          | Jamaica Center-Parsons/Archer |
| Ruta J del Metro de Nova York         | Nassau Street (Exprés)                   | Archer Avenue Line (BMT), Jamaica Line, Williamsburg Bridge tracks, Nassau Street Line                                                                                          | Broad Street Chambers Street (caps de setmana)                                                                                       |
|                                       |                                          | | |
| Ruta L del Metro de Nova York         | 14th Street-Canarsie (Local)             | Canarsie Line | Eighth Avenue |
| Ruta L del Metro de Nova York         | 14th Street-Canarsie (Local)             | Canarsie Line | Canarsie-Rockaway Parkway |
|                                       |                                          | | |
| Ruta M del Metro de Nova York         | Nassau Street (Local)                    | Myrtle Avenue Line, Jamaica Line, Williamsburg Bridge tracks, Nassau Street Line Montague Street Tunnel, Fourth Avenue Line, West End Line                                      | Middle Village-Metropolitan Avenue                                                                                                   |
| Ruta M del Metro de Nova York         | Nassau Street (Local)                    | Myrtle Avenue Line, Jamaica Line, Williamsburg Bridge tracks, Nassau Street Line Montague Street Tunnel, Fourth Avenue Line, West End Line                                      | Chambers Street Bay Parkway (rush hours) Myrtle Avenue (evenings, and weekends)                                                      |
|                                       |                                          | | |
| Ruta N del Metro de Nova York         | Broadway (Exprés)                        | Astoria Line, 60th Street Tunnel, Broadway Line, Manhattan Bridge Line, Manhattan Bridge south tracks, Fourth Avenue Line, Sea Beach Line Montague Street Tunnel                | Ditmars Boulevard-Astoria |
| Ruta N del Metro de Nova York         | Broadway (Exprés)                        | Astoria Line, 60th Street Tunnel, Broadway Line, Manhattan Bridge Line, Manhattan Bridge south tracks, Fourth Avenue Line, Sea Beach Line Montague Street Tunnel                | Coney Island-Stillwell Avenue |
|                                       |                                          | | |
| Ruta Q del Metro de Nova York         | Broadway (Exprés)                        | Broadway Line, Manhattan Bridge Line, Manhattan Bridge south tracks, Brighton Line                                                                                              | 57th Street |
| Ruta Q del Metro de Nova York         | Broadway (Exprés)                        | Broadway Line, Manhattan Bridge Line, Manhattan Bridge south tracks, Brighton Line                                                                                              | Coney Island-Stillwell Avenue |
|                                       |                                          | | |
| Ruta R del Metro de Nova York         | Broadway (Local)                         | Queens Boulevard Line, 60th Street Tunnel, Broadway Line, Montague Street Tunnel, Fourth Avenue Line                                                                            | Forest Hills-71st Avenue 36th Street                                                                                                 |
| Ruta R del Metro de Nova York         | Broadway (Local)                         | Queens Boulevard Line, 60th Street Tunnel, Broadway Line, Montague Street Tunnel, Fourth Avenue Line                                                                            | Bay Ridge-95th Street |
|                                       |                                          | | |
| Ruta V del Metro de Nova York         | Sixth Avenue (Local)                     | IND Queens Boulevard Line, 53rd Street Tunnel, IND Sixth Avenue Line ( sense servei cap de setmana)                                                                             | Forest Hills-71st Avenue |
| Ruta V del Metro de Nova York         | Sixth Avenue (Local)                     | IND Queens Boulevard Line, 53rd Street Tunnel, IND Sixth Avenue Line ( sense servei cap de setmana)                                                                             | Lower East Side-Second Avenue |
|                                       |                                          | | |
| Ruta W del Metro de Nova York         | Broadway (Local)                         | Astoria Line, 60th Street Tunnel, Broadway Line (sense servei després de 21:00 ni caps de setmana)                                                                              | Ditmars Boulevard-Astoria |
| Ruta W del Metro de Nova York         | Broadway (Local)                         | Astoria Line, 60th Street Tunnel, Broadway Line (sense servei després de 21:00 ni caps de setmana)                                                                              | Whitehall Street-South Ferry |
|                                       |                                          | | |
| Ruta Z del Metro de Nova York         | Nassau Street (Exprés)                   | Hora punta (mateixa línia que ruta J) | Hora punta (mateixa línia que ruta J)                                                                                                |
|                                       |                                          | | |
| Ruta S del Metro de Nova York         | Franklin Avenue Line                     | Franklin Avenue Line | Franklin Avenue |
| Ruta S del Metro de Nova York         | Franklin Avenue Line                     | Franklin Avenue Line | Prospect Park |
|                                       |                                          | | |
| Ruta S del Metro de Nova York         | Rockaway Park Line                       | IND Rockaway Park Line | Broad Channel |
| Ruta S del Metro de Nova York         | Rockaway Park Line                       | IND Rockaway Park Line | Rockaway Park-Beach 116th Street |